# Morchella hortensis
Morchella hortensis är en svampart som beskrevs av Boud. 1897. Morchella hortensis ingår i släktet Morchella och familjen Morchellaceae.  Arten är reproducerande i Sverige. Inga underarter finns listade i Catalogue of Life.